# Janssen (kráter na Měsíci)

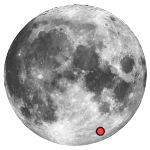
poloha kráteru

Janssen je starodávný impaktní kráter nacházející se v oblasti vysočiny poblíž jihovýchodní měsíční kotliny. Celý kráter byl silně zerodován a vyznačuje se mnoha menšími dopady kráterů. Vnější stěna je na několika místech prolomena, ale stále lze pozorovat obrys okraje kráteru. Stěna vytváří výrazný šestiúhelníkový tvar na členitém měsíčním povrchu s mírným zakřivením ve vrcholech. Výrazný kráter Fabricius leží zcela ve vnějším valu, v severovýchodním kvadrantu dna kráteru. Dno kráteru se vyznačuje řadou dalších menších kráterů. Se severovýchodním okrajem je spojen s kráterem Metius a na severu je silně zerodovaný kráter Brenner. Jihovýchodně od Janssenu jsou společně spojené krátery Steinheil a Watt. Na jihozápadní valu je menší Lockyer. Dále na východ je údolí Vallis Rheita. V jižních dvou třetinách Janssenu lze rozeznat zbytky velkého soustředného kráteru, jehož val je narušen Fabriciem. Dno této vnitřní deprese obsahuje systém brázd s názvem Rimae Janssen. Brázdy se táhnou až na vzdálenost 140 kilometrů.